# 目犍連
目犍連也稱大目犍連、沒特伽羅、目犍蓮。釋迦牟尼佛的十大弟子之神通第一，事母至孝，佛教、道教及民間傳說的《目連救母》正是以祂廣施齋聖、救母超生的故事為藍本。

## 生平
目犍連與好友舍利弗初師事六師外道中的散若夷，後來二人一起改投釋迦佛僧團，皆成釋迦佛十大弟子，目犍連以神通第一著稱。在藏傳佛教中，目犍連與舍利弗往往會被雕塑在釋迦牟尼佛身邊，隨侍釋迦佛一同接受供養、膜拜，而漢傳佛教中，釋迦佛身邊則雕塑阿難與摩訶迦葉較多。
目犍連雖有「神通第一」之力，可是卻在一次弘法經行中，死於裸形外道（亦有說為執杖梵志）的暗殺。佛教一般認為，祂是無意抵抗業報，而非不能預知暗殺行動，因为祂曾經两次逃脱谋杀，佛教常以此教導「定業不可消」之理。
在《妙法蓮華經》中，目犍連被釋迦佛授記將來無量劫後成佛，佛號多摩羅跋旃檀香。

## 相關經典
傳說目犍連在佛陀弟子中神通第一，善於種種神通變化。
- 根據《俱舍論光記》，目犍連創作說一切有部論藏的《阿毘達磨法蘊足論》（稱友疏載其作者為舍利弗），稱友的《俱舍論疏》則說是《阿毘達磨施設足論》（光記載其作者為大迦多衍那）。

- 南傳上座部認為目犍連以神通上達天宮，諮問天人業果，傳下《天宫事（英语：Vimanavatthu）》。

- 不明部派的《餓鬼報應經》、《鬼問目連經》、《雜藏經》記載目犍連神足通第一，常乘神通足遍六道，見眾生受善惡果報，為人說之，如目犍連至恒河邊見餓鬼，問其因緣。